# Acropora bushyensis
Acropora bushyensis là một loài san hô trong họ Acroporidae. Loài này được Veron & Wallace mô tả khoa học năm 1984.